# Thaumatoplites concolor
Thaumatoplites concolor är en stekelart som först beskrevs av Gyöö Viktor Szépligeti 1908.  Thaumatoplites concolor ingår i släktet Thaumatoplites och familjen brokparasitsteklar. Inga underarter finns listade i Catalogue of Life.